# 藤末樹
藤末 樹（ふじすえ みき）は、日本のソングライター、編曲家、音楽プロデューサー、ボカロP、ボイストレーナー、実業家。株式会社ウエストライブ代表取締役社長。

## 提供作品

### あ行
- アイカツスターズ!
  - 「トキメキララン☆」（アイカツスターズ!」挿入歌（作曲・編曲）
- アイカツフレンズ!
  - 「アイカツフレンズ！」（「アイカツフレンズ!」テーマ曲 / 第1、5、11、21、31、50、53、58話 挿入歌）（作曲）
  - 「ありがと⇔大丈夫」（「アイカツフレンズ!」第1期 OP主題歌 <1話〜第25話> ）（作曲）
  - 「おけまる」（「アイカツフレンズ!」第20、23、38話 挿入歌）（作曲・編曲）
  - 「絆 ～シンクロハーモニー～」第27、40話 挿入歌） （作曲）
  - 「偶然、必然。」 （作曲）（「アイカツフレンズ!」第30、35、38話 挿入歌）
  - 「個×個（きみ×わたし）」（「アイカツフレンズ!」第14、18話 挿入歌）（作曲）
  - 「この世界はすばらしい」（「アイカツフレンズ!」第67、69、73話 挿入歌）（作曲）
  - 「Have a Dream」（「アイカツフレンズ!」第 46、62、71、73話 挿入歌）（作曲）
  - 「プライド」（「アイカツフレンズ!」第2期 ED主題歌 <第26話〜第50話> ）（作曲）
  - 「窓-ココロ-ひらこう」（「アイカツフレンズ!」第54、57話 挿入歌）（作曲）
  - 「導かれて」（「アイカツフレンズ!」第17、22、35、38話 挿入歌）（作曲）
- 相川七瀬
  - 「REBORN」（『奇跡体験!アンビリバボー』EDテーマ曲）
- アイドリング!!!
  - 「Dear Friend」（作詞・作曲・編曲）
  - 「NA・GA・RA」（作曲・編曲）（「HOT☆FANTASY ODAIBA 2008-2009」イメージソング）
- アイドルカレッジ
  - 「MISTY BLUE」（作詞・作曲・編曲）
- THE IDOLM@STER
  - 「いっしょ - 天海春香（中村繪里子）・高槻やよい（仁後真耶子）・星井美希（長谷川明子）・三浦あずさ（たかはし智秋）・双海亜美（下田麻美）・双海真美（下田麻美）」（作曲・編曲）
  - 「IT’S SHOW - 如月千早（今井麻美）・水瀬伊織（釘宮理恵）・秋月律子（若林直美）・菊地真（平田宏美）・萩原雪歩（落合祐里香）・音無小鳥（滝田樹里）」（作曲・編曲）
  - 「inferno - 如月千早（今井麻美）・萩原雪歩（浅倉杏美）」（作曲）
  - 「inferno SQUARING - 如月千早（今井麻美）・萩原雪歩（浅倉杏美）」（作曲・編曲）YouTube
  - 「花 - 音無小鳥（滝田樹里）」（作曲・編曲）
  - 「1, 2, 3 - 我那覇響（沼倉愛美）」（編曲）
- THE IDOLM@STER SHINY COLORS
  - 「虹になれ -  イルミネーションスターズ - 櫻木真乃（関根瞳）・風野灯織（近藤玲奈）・八宮めぐる（峯田茉優）」（作曲・編曲）
- THE IDOLM@STER CINDERELLA GIRLS
  - 「We're the friends! - THE IDOLM@STER CINDERELLA GIRLS!!」（作曲・編曲）YouTube
- 青山ウィリアム（from INTERSECTION）& Beverly
  - 「The Answer」（作曲）（Nintendo Switch「ASTRAL CHAIN」 エンディングテーマ曲 ）
- 暁月凛
  - 「砂時計」（作曲）
- あみゅどる
  - 「さくら舞う頃に…」（作詞・作曲・編曲）YouTube
  - 「おしごとタイヘンDA!ほい。」（比良坂芽衣）（作詞・作曲・編曲・Mix）YouTube
  - 「Stardust☆彡メモリー」（餅々さくら）（作詞・作曲・編曲・Mix）YouTube
  - 「12時」（倉持京子）（Mix）YouTube
  - 「Lunexis」（はてな）（作詞・作曲・編曲・Mix）YouTube
  - 「君のち晴れ。」（猫月みお）（作詞・作曲・編曲）YouTube
- あんさんぶるスターズ！
  - 「GROWING STARRY DAYS」流星隊「守沢千秋（帆世雄一）・深海奏汰（西山宏太朗）・南雲鉄虎（中島ヨシキ）・高峯翠（渡辺拓海）・仙石忍（新田杏樹）」（作曲）
  - 「JEWEL STONE」鳴上嵐（北村諒）（作曲）
  - 「SPICY BREEZE」葵ゆうた（斉藤壮馬）（作曲）
  - 「Sentimental Liars」佐賀美陣（樋柴智康）・椚章臣（駒田航）（作曲）
  - 「BUTTERFLY EFFECT」椚章臣（駒田航）（作曲）
  - 「Back-alley Monologue」漣ジュン（内田雄馬）（作曲）
  - 「MAGICIAN’S PLAY!」衣更真緒（梶裕貴）（作曲）
  - 「Venus in my eyes～離さない、今夜～」氷鷹北斗（前野智昭）・高峯翠（渡辺拓海）・朔間零（増田俊樹）・羽風薫（細貝圭）・神崎颯馬（神永圭佑）（作曲・編曲）
- イケてるハーツ
  - 「Dreaming Love」（作詞・作曲・編曲）
- 石原夏織
  - 「Crispy love」（作曲・編曲）
- 入野自由
  - 「Fine Day」（作曲）
  - 「キミヲモフ」（作詞・作曲・編曲）
- 岩田さゆり
  - 「深海の光」（作曲）
  - 「未来へと」（作曲）
  - 「ホントの笑顔 ホントの気持ち」（作曲）
- WEBER
  - 「MAYDAY」（作詞・作曲・編曲）
  - 「Yellow Sunrise」（作詞・作曲・編曲）
- うえきの法則
  - 「HIGHER」 ロベルト・ハイドン（CV.斎賀みつき）（作曲）
- ウマ娘 プリティーダービー
  - 「帝笑歌劇〜讃えよ永久に〜」テイエムオペラオー（CV.徳井青空）（作曲）
- AKB48
  - 「明日は明日の君が生まれる - Chocolove from AKB48 」（作曲）（「お台場学園2007〜文化祭〜」テーマ曲、フジテレビ系アニメ『スカルマン』EDテーマ）YouTube
  - 「ロマンス拳銃」（作曲・編曲）（「眠眠打破 × 芹那」CM曲）
- HR
  - 「ヒカリの先へ」（作詞・作曲・編曲）
- 大谷雅恵（ex.メロン記念日）aka ひまわり
  - 「Killing My Caddy」（作詞・作曲・編曲）
  - 「ENDLESS LOVE」（作曲・編曲）
  - 「BAGGIN'」（作曲・編曲）
  - 「JUMP!!!!!」（作詞・作曲・編曲）
  - 「MUSIC」（作詞・作曲・編曲）
- 大橋彩香
  - 「おしえてブルースカイ」（作曲・編曲）（『コメット・ルシファー』EDテーマ曲）YouTube
  - 「勇気のツバサ」（作曲）

### か行
- Kylee
  - 「NEVER GIVE UP!」（作曲）
- 上木彩矢
  - 「Can't stop fallin' in LOVE」（作曲）
  - 「believin' your heart…」（作曲）
- KAmiYU（神谷浩史・入野自由）
  - 「太陽のシンパシー」（作曲・編曲）
  - 「SUPER NAKED SOUL」（作曲・編曲）
- 神のみぞ知るセカイ
  - 「Wonder Chance - 高原歩美 starring 竹達彩奈」（作曲）
- 岸本早未
  - 「tell me,tell me」（作曲・編曲）
  - 「epilogue」（作曲）
- 9-tie（美山鈴音・花野井玲那・濱栗広海・今鵜凪咲・八木野土香・淀川逢生・小泉詩・山鹿栞）
  - 「SELECTION HEROINE」TVアニメ「SELECTION PROJECT」イメージソング（作曲・編曲）
- Kiramune☆ALL STARS（入野自由・神谷浩史・浪川大輔・柿原徹也・吉野裕行・代永翼・江口拓也・木村良平）
  - 「EVER DREAM」（作詞・作曲・編曲）
- ギルドロップス（江原裕理・小坂井祐莉絵・ながえゆあ・山田麻莉奈・星ノ谷しずく・那谷柊優）
  - あいまいシナモン（作曲・編曲）
  - 君色、オトメゴコロ。（作曲・編曲）（アニメ『シーサイド荘のアクアっ娘』EDテーマ曲）
  - CANDY☆DROP（作曲・編曲）（アニメ『シーサイド荘のアクアっ娘』EDテーマ曲）
  - 彩響Dreamer（作曲・編曲）（BSフジ『ギルドフレンズ』EDテーマ曲）
  - Make You Smile!（作曲）（BSフジ『ギルドフレンズ』EDテーマ曲）
- 倉木麻衣
  - 「Cuz you'll know that you're right」（作曲）
- Club Prince
  - 「GUIGUIカーニバル2007」（編曲）
- Crystal Kay
  - 「君がいれば」（編曲）
- cloe
  - 「Boys be ambitious」（編曲）（ 日本テレビ「気になる通販ランキング! ポシュレデパート深夜店」エンディングテーマ曲）
  - 「BORDER」（編曲）
  - 「言葉のチカラ」（編曲）
  - 「夏蜜柑」（編曲）
  - 「cloe」（編曲）
  - 「鉄道シンガー」（編曲）
  - 「バラード」（編曲）
  - 「だから僕は...」（編曲）
- 黒崎真音
  - 「宝石のスパイ」（作曲・編曲・mix）（テレビ愛知系アニメ『学園黙示録 HIGHSCHOOL OF THE DEAD』ACT9エンディングテーマ曲）
- けいおん!
  - 「放課後ティータイム - 放課後ティータイム」（作曲）
  - 「わたしの恋はホッチキス - 放課後ティータイム」（作曲）
- 小泉奈美
  - 「Esperanza」（作曲・編曲・Mix）
  - 「Lumière Noire」（作曲・編曲・Mix）
  - 「Sakura」（作曲・編曲・Mix）
  - 「散歩道」（作曲・編曲・Mix）
  - 「子羊のワルツ」（作曲・編曲・Mix）
  - 「Light in My Darkness」（作曲・編曲・Mix）
  - 「青い鳥」（作曲・編曲・Mix）
  - 「Silence」（作曲・編曲・Mix）
- コスメティックロボット
  - 「キラメキ★ワンピース」（作曲・編曲）
  - 「GLORIA」（作曲・編曲）
  - 「デジタル・LOVE 」（作曲・編曲）（TVS系「玉ニュータウン」エンディングテーマ曲）
  - 「メタリックドール」（作曲・編曲）
  - 「LOVEコネクション」（作曲・編曲）
- 小桃音まい
  - 「Innocent Blue」（「NFTxC」オンライン限定販売）（作詞・作曲・編曲）
  - 「エキストラ☆フライト」（作詞・作曲・編曲）
  - 「キミだけのシンデレラ～純情レインボークチュール～」（作曲・編曲）
  - 「キラリ」（作曲・編曲）
  - 「コズミック☆UNIVERSE」（編曲）
  - 「さくら､咲くころに｡」（作曲・編曲）（テレビ東京「アニソンぷらす」オープニングテーマ曲）
  - 「涙色サイレント」（作曲・編曲）
  - 「パレード・イリュージョン - まいにゃ with シャッフルシスターズ」（作曲・編曲）（TVアニメ『怪盗ジョーカー』EDテーマ曲）
  - 「BANG BANG鼓笛サンバ」（作曲・編曲）（TBS系テレビ「ランク王国」オープニングテーマ曲、テレビ東京「アニメDON!」オープニングテーマ曲）YouTube
  - 「Colorful∞Infinity」（作詞・作曲・編曲）
  - 「DIN･DON･DON」（作詞・作曲・編曲）
  - 「DREAMSCAPE☆」（作曲・編曲）
  - 「♥Magic Kiss♥」（作曲）（TBS系テレビ「アッコにおまかせ！」エンディングテーマ曲）
  - 「NEW MUSIC,NEW WORLD」（作詞・作曲・編曲）
  - 「CHARLOTTE」（作詞・作曲・編曲）
  - 「HAPPINESS」（作曲・編曲）
  - 「KNOCK’IN？はーと」（作曲・編曲）
  - 「MASTERPIECE」（作曲・編曲）
  - 「MY SWEET FLAG」（作詞・作曲・編曲）
  - 「OH,MY SUNNYDAY！」（作曲・編曲）
  - 「ONE MORE CHANCE!!!!!!!」（作詞・作曲・編曲）
  - 「RAINY DAYS」（作詞・作曲・編曲）
  - 「SISTER」（作詞・作曲・編曲）
  - 「YEAH YEAH YEAH!」（作曲・編曲）
- GOKIGEN SOUND
  - 「I wanna be your love」（作曲・編曲）
  - 「Dreamin’」（作曲・編曲）
  - 「愛をチカラに」（編曲）
- 後藤邑子
  - 「青春アリス」（作曲・編曲）
  - 「Bloken ID」（作詞・作曲・編曲）

### さ行
- 冴えない彼女の育てかた
  - 「Cherish you」  氷堂美智留 （CV：矢作紗友里）（作曲）（「冴えない彼女の育てかた」第一期 第12話 挿入歌）
- 佐咲紗花
  - 「モノクロダスト」（作曲・編曲）
- さんみゅ～
  - 「午前零時～偽りのLOVE～」（作詞・作曲・編曲）
- 七星のスバル
  - 「祈り～My Wish My Love～ - 空閑旭姫（CV：大森日雅）」（作曲・編曲）（TBSテレビ「七星のスバル」キャラクターソング）
- SNH48
  - 「Dream in a Summer (那年夏天的梦)」（作曲・編曲）
  - 「花之祭（作曲）」（作曲・編曲）
- 実在性ミリオンアーサー
  - 「11人にJealousy - リエンス」（作曲・編曲）（tvk/KBS京都/テレビ埼玉他 「実在性ミリオンアーサー」 挿入歌）
- JAMOSA
  - 「LOVE AIN'T EASY」（編曲）（「劇場版 零～ゼロ～」主題歌）YouTube
- SUPER☆GiRLS
  - 「みらくるが止まンないっ!」（作曲）（TBS系『有田とマツコと男と女』2010年12月・2011年1月度エンディングテーマ、朝日放送『ビーバップ!ハイヒール』2011年1月度エンディングテーマ、イトーヨーカドー「美楽OOL」CMソング）YouTube
- SUPERNOVA
  - 「Love&Peace」（作詞・作曲・編曲・コーラス）
- Spontania
  - 「山川草木 feat.Micro」（作曲・編曲）
- SMAP
  - 「Keep my love」（作詞・作曲・編曲）
  - 「君のままで…」"We are SMAP! Tour 2010"（Additional Live Arranged）
- 関智一
  - 「IN MY LIFE」（作曲）
- Cellchrome
  - 「HANDS UP」（作曲・編曲）
- 絶対可憐チルドレン
  - 「BRIGHTEST LIGHT - 可憐GUY's 皆本光一&賢木修二 starring 中村悠一&谷山紀章」（作曲）（アニメ「絶対可憐チルドレン」主題歌）
  - 「DARKNESS NIGHT - 可憐GUY's 兵部京介&アンディ・ヒノミヤ starring 遊佐浩二&諏訪部順一」（作曲）（アニメ「絶対可憐チルドレン」主題歌）
  - 「DARKNESS NIGHT（Hyoubu arrange ver.）- 可憐GUY's 兵部京介&アンディ・ヒノミヤ starring 遊佐浩二&諏訪部順一」（作曲）（アニメ「絶対可憐チルドレン」主題歌）
  - 「DARKNESS NIGHT（Hinomiya arrange ver.）- 可憐GUY's 兵部京介&アンディ・ヒノミヤ starring 遊佐浩二&諏訪部順一」（作曲）（アニメ「絶対可憐チルドレン」主題歌

- ソード・オラトリア
  - 「憧れは冒険と共に」（作曲）レフィーヤ（CV：木村珠莉）キャラクターソング

- ソンモ（SUPERNOVA）
  - 「Butterfly」（作詞）

### た行
- 滝口成美
  - 「BreakDown」（作詞・作曲・編曲）
- 田所あずさ
  - 「CRYING」（作曲）
- 玉置成実
  - 「Brightdown」（作詞・作曲）（テレビ東京系『D.Gray-man』OPテーマ曲）
  - 「Result」（作曲）（『機動戦士ガンダムSEED DESTINYスペシャルエディション〜砕かれた世界〜』EDテーマ曲）　
  - 「Fortune」（作詞・作曲）（PS2『ラジアータ ストーリーズ』主題歌）
  - 「Making The Pride」（作詞・作曲）
  - 「re-birth」（作曲）
- 茅原実里
  - 「孤独の結晶」（作・編曲）
  - 「光」（作曲）
  - 「花束」（作曲）
  - 「everlasting...」（作曲）（ラジオ『茅原実里のradio minorhythm』EDテーマ曲）
  - 「PRECIOUS ONE」（作曲・編曲）
  - 「夏色華日」（作曲・編曲）（ラジオ『茅原実里のradio minorhythm』EDテーマ曲）
  - 「KEY FOR LIFE」（作曲・編曲）（ラジオ『茅原実里のradio minorhythm』OPテーマ曲）YouTube
  - 「月の様に浮かんでる」（作曲・編曲）
  - 「カタチナイモノ」（作曲・編曲）
  - 「FEEL YOUR FLAG」（作曲・編曲）YouTube
- 超ときめき♡宣伝部
  - 「ビッグ☆バン」（作詞・作曲・編曲）
  - 「乙女のグロリアス」（作曲・編曲）- YouTube
- zwei
  - 「Distance」（作曲）（『恋するハニカミ!』EDテーマ曲）
- D☆DATE
  - 「Dear My Story 〜僕たちの勇気〜」（作詞・作曲・編曲）
- 手越祐也（NEWS）
  - 「WANT YOU BACK」（作詞・作曲）（『DREAM BOYS』OPテーマ曲）
- 10神ACTOR
  - Dear Friends〜未来へ〜（作詞・作曲）（『10神アクター S2.0』テーマソング）
- 東京女子流
  - 「おんなじキモチ」（作曲）（NHK『はなかっぱ』EDテーマ曲）YouTube
- twenty4-7
  - 「Get A Life (Remix Version)」（remix）
- 戸松遥
  - 「Girls Grow Up！」（作曲）
- Trignal（江口拓也・木村良平・代永翼）
  - 「初雪」（作曲・編曲）
- AAA
  - 「Break Down」（作曲）（ドラマ『帝王』主題歌）YouTube
  - 「ID」（作曲）
- DokiDoki☆ドリームキャンパス
  - 「yes,Do it! 」（作曲・編曲）
  - 「キャラメル★ハート」（作曲・編曲）
  - 「今世紀赤ずきんちゃん」（作曲・編曲）
- Dreamy crown
  - 「eternal promise」（作曲・編曲）（PCゲーム『終わりなき夏 永遠なる音律』OPテーマ曲）
  - 「終わりなき夏 永遠なる音律」（作曲・編曲）（PCゲーム『終わりなき夏 永遠なる音律』EDテーマ曲）
- ドリフェス!
  - 「君はミ・アモール」（作曲・編曲）（TVアニメ「ドリフェス!」第7話 挿入歌）
  - 「ユレルMIDNIGHT」（作曲・編曲）
  - 「STARTING TOGETHER」（作曲・編曲）（TVアニメ「ドリフェス!」第6話 挿入歌）
  - 「BEST☆★PARTNER」（作曲・編曲）

### な行
- 中川翔子
  - 「続く世界」（作曲）（映画『劇場版 天元突破グレンラガン 紅蓮篇』主題歌）YouTube
  - 「To Be Free」（作曲）（『東京オンリーピック』EDテーマ曲）
- 長山洋子
  - 「VENUS (Remix Version)」（remix）（『25th ANNIVERSARY 長山洋子アイドル・コンプリートBOX〜LEGEND of VENUS〜』収録）
- 夏色キセキ
  - 「SUPER DIAMOND GIRL -  フォーシーズン（戸松遥 、豊崎愛生、寿美菜子、高垣彩陽）」（作曲・編曲）
  - 「南風ドラマチック -  フォーシーズン」（作曲・編曲）（TBS系アニメ「夏色キセキ」エンディング挿入歌）
- 浪川大輔
  - 「ROCK STAR」（作曲・編曲）
  - 「Dive in Love」（作曲・編曲）
- 南條愛乃
  - 「ココロノエデン」（作曲・編曲）（テレビアニメ「探偵オペラ ミルキィホームズ」挿入歌）
- NEWS
  - 「ラビリンス」（作曲）
  - 「Winter Moon」（作曲）
- ネオ アンジェリーク
  - 「オーブハンター5のテーマ -  オーブハンター5（遠藤綾、高橋広樹、大川透、小野坂昌也、小野大輔）」（編曲）
  - 「REAL WINNER -  イン&エレンフリート&ジェット（高橋広樹、入野自由、中村悠一）」（編曲）

### は行
- 橋本良亮（A.B.C-Z）
  - 「hazy love」（作曲）
- バスカッシュ!
  - 「COSMOS - エクリップス（戸松遥、中島愛、早見沙織）」（作曲）（キャラクターソング）
  - 「nO limiT - エクリップス」（作詞・作曲）（OPテーマ曲 / 2話~13話、19話 挿入歌）
  - 「Running on - エクリップス」（作曲）（9・13・21話 挿入歌）
  - 「二人の約束 - エクリップス」（作曲）（EDテーマ曲 / 第14話 - 第23話、第25話~第26話 挿入歌）
  - 「ホシワタリ - Citron starring 中島愛」（作曲）（24・25話 挿入歌）
  - 「モラトリアムの扉 - エクリップス」（作曲）
- bump.y
  - 「voice」（作詞・作曲・編曲）
  - 「Be Mine〜code of flowers〜」（作曲・編曲）
  - 「2人の星〜離れていても〜」（作曲・編曲）
- 平季唯
  - 「おなじ空」（作曲）
- ピュアリーモンスター
  - 「Over The Future 」（作曲・編曲）
- 飛蘭
  - 「ALIVE」（作曲・編曲）
- Please&Secret（Pile・楠田亜衣奈）
  - 「恋する惑星」（作曲・編曲）
- 堀江由衣
  - 「silky heart」（作曲）（TVアニメ『とらドラ!』OPテーマ曲 ）
- BOYS AND MEN
  - 「We never give up -もう一度-」（編曲）
  - 「グッジョブ! ムチューマン」（編曲）
  - 「Fanfare」（編曲）
  - 「YAMATO☆Dancing」（作曲・編曲）YouTube
- BOYFRIEND
  - 「SAYONARA」（作詞・作曲）

### ま行
- 増田恵子
  - 「Spiral」（作曲）
- 美郷あき
  - 「all allow」（作曲・編曲）（PS2・PSPゲーム『ヒイロノカケラ〜新玉依姫伝承〜』エンディング曲）
  - 「Life and proud」（作曲・編曲）（TVアニメ『明日のよいち』エンディング曲）
  - 「Wild succession」（作曲・編曲）（Wii『スーパーロボット大戦NEO』テーマ曲）
- 水樹奈々
  - 「Crystal Letter」（作曲）（PS2用ソフト『ワイルドアームズ ザ フィフスヴァンガード』EDテーマ曲）YouTube
  - 「Bring it on!」（作曲）
  - 「GUILTY」（作曲）
- misono
  - 「終点 〜君の腕の中〜」（作曲）（映画『The Harimaya Bridge はりまや橋』主題歌）
- 水瀬いのり
  - あの日の空へ（作詞・作曲）
- 宮下舞花
  - 「絆」（作曲・編曲）
  - 「Brightest Star」（作曲・編曲）
- メロフロート
  - 「ただいまと言えるまで」（作曲・編曲）YouTube
- メロン記念日
  - 「ドライブ」（作曲）
- momo（唯月ふうか）
  - 「キミとサクラと」（作曲）
- momograci（ex.桃色革命）
  - 「Wake Up無敵サバイバ→」（作曲・編曲）
  - 「カタオモイ」（作曲）YouTube
  - 「キメるぜ！マッチョでムーチョ！」（作詞・作曲）
  - 「きゃらめるめりー☆」（作曲・編曲）
  - 「Give me Bunny Love」（作曲）
  - 「涙ソリューション」（作曲・編曲）
  - 「White Loop」（作曲・編曲）
  - 「My Dream Is...」（作曲・編曲）（J:COMテレビ＜アニおび＞『「仙女さまと白茶」～タイム山の妖精たち』主題歌）
  - 「ミリオン★ジャーニー＄」（作曲）
  - 「満開REVOLUTION」（作曲・編曲）
  - 「わが愛は猫である	」（作曲・編曲）
  - 「どーしてそんなに可愛いーの？」（作詞・作曲・編曲・Mix）YouTube
  - 「光のシグナル」（作詞・作曲・編曲・Mix）YouTube
- 森久保祥太郎
  - 「DoPaMiNe」（作曲）

### や・ら・わ行
- やなぎなぎ
  - 「Many Universe」（作曲・編曲）
- 遊助
  - 「かすみ草」（作曲・編曲）
- 吉永さん家のガーゴイル
  - 「愛においで 逢いにおいで - 双葉（斎藤千和）梨々（水樹奈々）美森（稲村優奈）」（作曲）（テレビアニメ『吉永さん家のガーゴイル』EDテーマ曲）
- RIDER CHIPS Featuring Ricky
  - 「ELEMENTS」（作曲）（テレビ朝日系『仮面ライダー剣』主題歌、『劇場版 仮面ライダー剣 MISSING ACE』主題歌）
- ラブライブ!
  - 「スピカテリブル - 南ことり（内田彩）from μ's」（作曲・編曲）
  - 「Love marginal - Printemps - 高坂穂乃果（新田恵海）南ことり（内田彩）小泉花陽（久保ユリカ）」（作曲・編曲）
- La PomPon
  - 「恋のABC」（作詞・作曲）（『となりのテレ金ちゃん』EDテーマ曲）
  - 「BUMP!!」（作詞・作曲）（『ミュージックドラゴン』EDテーマ曲）YouTube
  - 「ろっぽんぎのうた♪」（作曲・編曲）
- ReLIFE
  - 「ReVENGE - 海崎新太（CV.小野賢章）× 夜明了（CV.木村良平）」（作曲）（アニメ「ReLIFE」キャラクターソング）
  - 「ReJOIN♪ - 小野屋杏（CV.上田麗奈）」（作曲）（アニメ「ReLIFE」キャラクターソング）
- リュ・シウォン
  - 「逢いたくて･･･恋しくて･･･」（作詞・作曲・編曲）
  - 「君だけを愛してる」（作曲・編曲）
  - 「Give You My Heart」（作詞・作曲・編曲）
  - 「Journey ～in my love～」（作詞・作曲・編曲）
  - 「Fantasy」（作詞・作曲・編曲）
- Rev. from DVL
  - 「STEP by STEP!」（作詞・作曲）
- 渡辺麻友
  - 「横顔ロマンス」（作曲・編曲）

## タイアップ
| アーティスト                                            | 楽曲                                                    | タイアップ | 担当             |
| ------------------------------------------------------- | ------------------------------------------------------- | --- | ---------------- |
| 相川七瀬                                                | REBORN                                                  | 『奇跡体験!アンビリバボー』EDテーマ曲 | 作曲             |
| アイドリング!!!                                         | NA・GA・RA                                              | 「HOT☆FANTASY ODAIBA 2008-2009」イメージソング                                                                                            | 作曲・編曲       |
| 青山ウィリアム （from INTERSECTION) & Beverly           | The Answer                                              | Nintendo Switch「ASTRAL CHAIN」 エンディングテーマ曲                                                                                      | 作曲             |
| AKB48                                                   | 明日は明日の君が生まれる Chocolove from AKB48 - YouTube | 「お台場学園2007〜文化祭〜」テーマ曲、フジテレビ系アニメ『スカルマン』EDテーマ                                                            | 作曲             |
| AKB48                                                   | ロマンス拳銃                                            | 「眠眠打破 × 芹那」CM曲 | 作曲・編曲       |
| エクリップス（戸松遥、中島愛、早見沙織）                | nO limiT                                                | TVアニメ『バスカッシュ!』OPテーマ曲 | 作詞・作曲       |
| エクリップス（戸松遥、中島愛、早見沙織）                | 二人の約束                                              | TVアニメ『バスカッシュ!』EDテーマ曲 | 作曲             |
| 大橋彩香                                                | おしえてブルースカイ - YouTube                          | TVアニメ『コメット・ルシファー』EDテーマ曲                                                                                                | 作曲・編曲       |
| 9-tie                                                   | SELECTION HEROINE                                       | TVアニメ「SELECTION PROJECT」イメージソング                                                                                               | 作曲・編曲       |
| ギルドロップス                                          | 君色、オトメゴコロ。                                    | テレビ番組『日本史の新常識』エンディングテーマ                                                                                            | 作曲・編曲       |
| ギルドロップス                                          | CANDY☆DROP                                              | TVアニメ『シーサイド荘のアクアっ娘』EDテーマ曲                                                                                            | 作曲・編曲       |
| ギルドロップス                                          | 彩響Dreamer                                             | BSフジ『ギルドフレンズ』EDテーマ曲 | 作曲・編曲       |
| ギルドロップス                                          | Make You Smile!                                         | BSフジ『ギルドフレンズ』EDテーマ曲 | 作曲             |
| cloe                                                    | Boys be ambitious                                       | 日本テレビ「気になる通販ランキング! ポシュレデパート深夜店」エンディングテーマ                                                            | 編曲             |
| 黒崎真音                                                | 宝石のスパイ                                            | テレビ愛知系アニメ『学園黙示録 HIGHSCHOOL OF THE DEAD』ACT9 エンディングテーマ曲                                                          | 作曲・編曲・mix  |
| コスメティックロボット                                  | デジタル・LOVE                                          | TVS系「玉ニュータウン」エンディングテーマ曲                                                                                               | 作曲・編曲       |
| コスメティックロボット                                  | メタリックドール                                        | テレビ東京「アニソンぷらす」エンディングテーマ曲                                                                                          | 作曲・編曲       |
| 小桃音まい                                              | さくら､咲くころに｡                                      | テレビ東京「アニソンぷらす」オープニングテーマ曲                                                                                          | 作曲・編曲       |
| 小桃音まい                                              | BANG BANG鼓笛サンバ                                     | TBS系テレビ「ランク王国」オープニングテーマ曲                                                                                             | 作詞・作曲・編曲 |
| 小桃音まい                                              | BANG BANG鼓笛サンバ                                     | テレビ東京「アニメDON!」オープニングテーマ曲                                                                                              | 作詞・作曲・編曲 |
| 小桃音まい                                              | ♥Magic Kiss♥                                            | TBS系テレビ「アッコにおまかせ！」エンディングテーマ曲                                                                                     | 作曲             |
| JAMOSA                                                  | LOVE AIN'T EASY - YouTube                               | 「劇場版 零～ゼロ～」主題歌 | 編曲             |
| SUPER☆GiRLS                                             | みらくるが止まンないっ! - YouTube                       | TBS系『有田とマツコと男と女』エンディングテーマ 朝日放送『ビーバップ!ハイヒール』エンディングテーマ イトーヨーカドー「美楽OOL」CMソング） | 作曲             |
| 玉置成実                                                | Brightdown                                              | テレビ東京系 アニメ『D.Gray-man』OPテーマ曲                                                                                               | 作詞・作曲       |
| 玉置成実                                                | Result                                                  | 『機動戦士ガンダムSEED DESTINYスペシャルエディション〜砕かれた世界〜』EDテーマ曲                                                          | 作曲             |
| 玉置成実                                                | Fortune                                                 | PS2『ラジアータ ストーリーズ』主題歌 | 作詞・作曲       |
| 茅原実里                                                | everlasting...                                          | ラジオ『茅原実里のradio minorhythm』EDテーマ曲                                                                                            | 作曲             |
| 茅原実里                                                | 夏色華日                                                | ラジオ『茅原実里のradio minorhythm』EDテーマ曲                                                                                            | 作曲・編曲       |
| 茅原実里                                                | KEY FOR LIFE - YouTube                                  | ラジオ『茅原実里のradio minorhythm』OPテーマ曲                                                                                            | 作曲・編曲       |
| zwei                                                    | Distance                                                | 『恋するハニカミ!』EDテーマ曲 | 作曲             |
| 手越祐也（NEWS）                                        | WANT YOU BACK                                           | 『DREAM BOYS』OPテーマ曲 | 作詞・作曲       |
| 東京女子流                                              | おんなじキモチ - YouTube                                | NHK TVアニメ『はなかっぱ』EDテーマ曲 | 作曲             |
| AAA                                                     | Break Down - YouTube                                    | TVドラマ『帝王』主題歌 | 作曲             |
| Dreamy crown                                            | eternal promise                                         | PCゲーム『終わりなき夏 永遠なる音律』OPテーマ曲                                                                                           | 作曲・編曲       |
| Dreamy crown                                            | 終わりなき夏 永遠なる音律                               | PCゲーム『終わりなき夏 永遠なる音律』EDテーマ曲                                                                                           | 作曲・編曲       |
| 中川翔子                                                | 続く世界 - YouTube                                      | 映画『劇場版 天元突破グレンラガン 紅蓮篇』主題歌                                                                                          | 作曲             |
| 中川翔子                                                | To Be Free                                              | 『東京オンリーピック』EDテーマ曲 | 作曲             |
| 南條愛乃                                                | ココロノエデン                                          | テレビアニメ「探偵オペラ ミルキィホームズ」挿入歌                                                                                         | 作曲・編曲       |
| Bump.y                                                  | 2人の星〜離れていても〜                                 | TBS系「ランク王国」オープニング・テーマ                                                                                                   | 作曲・編曲       |
| Bump.y                                                  | voice                                                   | KTV「週刊プラチケ」エンディング・テーマ曲                                                                                                 | 作詞・作曲・編曲 |
| フォーシーズン（戸松遥 、豊崎愛生、寿美菜子、高垣彩陽） | 南風ドラマチック                                        | TBS系アニメ「夏色キセキ」エンディング挿入歌                                                                                               | 作曲・編曲       |
| 堀江由衣                                                | silky heart                                             | TVアニメ『とらドラ!』OPテーマ曲 | 作曲             |
| まいにゃ with シャッフルシスターズ                      | パレード・イリュージョン                                | TVアニメ『怪盗ジョーカー』EDテーマ曲） | 作曲・編曲       |
| 美郷あき                                                | all allow                                               | PS2・PSPゲーム『ヒイロノカケラ〜新玉依姫伝承〜』エンディング曲                                                                            | 作曲・編曲       |
| 美郷あき                                                | Life and proud                                          | TVアニメ『明日のよいち』エンディング曲 | 作曲・編曲       |
| 美郷あき                                                | Wild succession                                         | Wii『スーパーロボット大戦NEO』テーマ曲 | 作曲・編曲       |
| 水樹奈々                                                | Crystal Letter - YouTube                                | PS2用ソフト『ワイルドアームズ ザ フィフスヴァンガード』EDテーマ曲                                                                         | 作曲             |
| misono                                                  | 終点 〜君の腕の中〜                                     | 映画『The Harimaya Bridge はりまや橋』主題歌                                                                                              | 作曲             |
| 桃色革命                                                | My dream is...                                          | J:COMテレビ〈アニおび〉『「仙女さまと白茶」～タイム山の妖精たち』主題歌                                                                   | 作曲・編曲       |
| RIDER CHIPS Featuring Ricky                             | ELEMENTS                                                | テレビ朝日系『仮面ライダー剣』主題歌 | 作曲             |
| RIDER CHIPS Featuring Ricky                             | ELEMENTS                                                | 『劇場版 仮面ライダー剣 MISSING ACE』主題歌                                                                                               | 作曲             |
| La PomPon                                               | 恋のABC                                                 | 『となりのテレ金ちゃん』EDテーマ曲 | 作詞・作曲       |
| La PomPon                                               | BUMP!! - YouTube                                        | 『ミュージックドラゴン』EDテーマ曲 | 作詞・作曲       |
| リエンス                                                | 11人にJealousy                                          | tvk/KBS京都/テレビ埼玉他「実在性ミリオンアーサー」挿入歌                                                                                  | 作曲・編曲       |

## ディスコグラフィ

### 配信限定シングル
| 発売日         | 楽曲                                             | 担当                   |
| -------------- | ------------------------------------------------ | ---------------------- |
| 2020年9月18日  | Starlight feat.natsumi - YouTube                 | 作曲・編曲・映像       |
| 2020年9月25日  | Starlight - 初音ミク - YouTube                   | 作曲・編曲・映像       |
| 2020年10月7日  | 錯乱寸前 - 初音ミク - YouTube                    | 作詞・作曲・編曲・映像 |
| 2020年10月10日 | 錯乱寸前 feat.1=8 - YouTube                      | 作詞・作曲・編曲・映像 |
| 2020年10月14日 | ゆうtoみい- 初音ミク - YouTube                   | 作曲・編曲・映像       |
| 2020年10月14日 | ゆうtoみい feat.ゆたん - YouTube                 | 作曲・編曲・映像       |
| 2020年10月21日 | 夜々ニ凛トシテ - 初音ミク - YouTube              | 作詞・作曲・編曲・映像 |
| 2020年10月23日 | それでも僕は歌い続ける feat.小玉ひかり - YouTube | 作曲・編曲・映像       |
| 2020年10月28日 | Re: 妄想センチメンタル - 初音ミク - YouTube      | 作詞・作曲・編曲・映像 |
| 2020年10月30日 | Re: 妄想センチメンタル feat.ぴき - YouTube       | 作詞・作曲・編曲・映像 |
| 2020年11月4日  | 小兎ノ鎮魂歌 - 初音ミク - YouTube                | 作曲・編曲・映像       |
| 2020年11月6日  | 小兎ノ鎮魂歌 feat.天秤ひなみ - YouTube           | 作曲・編曲・映像       |
| 2020年11月11日 | 絶対零度 - 初音ミク - YouTube                    | 作詞・作曲・編曲・映像 |
| 2020年11月13日 | 絶対零度 feat.cereus - YouTube                   | 作詞・作曲・編曲・映像 |
| 2020年11月19日 | JOKER - 初音ミク - YouTube                       | 作詞・作曲・編曲・映像 |
| 2020年11月20日 | JOKER feat.高梨あい - YouTube                    | 作詞・作曲・編曲・映像 |
| 2020年11月25日 | CODE-87010114:AGEHA - 初音ミク - YouTube         | 作詞・作曲・編曲・映像 |
| 2020年11月27日 | CODE-87010114:AGEHA feat.Wami - YouTube          | 作詞・作曲・編曲・映像 |
| 2020年12月18日 | 深い森 - 初音ミク - YouTube                      | 作詞・作曲・編曲・映像 |